# Zamarada stenotes
Zamarada stenotes là một loài bướm đêm trong họ Geometridae.